# ایسپیکا
ایسپیکا (به ایتالیایی: Ispica) یک کومونه در ایتالیا است که در استان راگوسا واقع شده‌است.

## خصوصیات
ایسپیکا ۱۰۰ کیلومترمربع مساحت و ۱۵٬۰۰۰ نفر جمعیت دارد و ۱۷۰ متر بالاتر از سطح دریا واقع شده‌است.

## خواهرخوانده
شهر ستیئا خواهرخواندهٔ ایسپیکا هست.